# Diplazium ottonis
Diplazium ottonis là một loài thực vật có mạch trong họ Woodsiaceae. Loài này được Klotzsch miêu tả khoa học đầu tiên.